# La Gerbetière
La Gerbetière est une maison noble située à Couëron, dans le département français de la Loire-Atlantique. Elle doit sa notoriété au fait d'avoir été la demeure de Jean-Jacques Audubon, peintre naturaliste français naturalisé américain, durant quelques années de son enfance à la fin du XVIIIe siècle.

## Présentation
La maison date du XVIIe siècle. Sa façade en tuffeau, ordonnancée selon une architecture classique, date quant à elle du XVIIIe siècle. La maison a par la suite été modifiée au début du XXe siècle : la lucarne d'origine de la façade et les bâtiments formant une cour carrée ont été détruits. Le  jardin, protégé par de hauts murs, abrite quelques espèces exotiques telles que le néflier du Japon, if, eucalyptus et de nombreuses essences locales.

### Étymologie
Le nom de Gerbetière vient de « gerberie », lieu où sont stockés les gerbes de blé.

### Historique
Jean Audubon, capitaine de navire et père de Jean-Jacques,  fait l'acquisition de la maison en 1781 auprès du marquis François Blanchard du Bois de La Musse. Elle reste par la suite propriété de la famille jusqu'à 1818. Jean-Jacques Audubon, né à Saint-Domingue en 1785, passe à la Gerbetière quelques années de son enfance, marquées par la Révolution française. Il écrira plus tard à propos de cette période : 

« La belle propriété de mon père était située en vue de la Loire... Je la trouvais délicieuse... Tout ce qui en faisait partie me semblait d'une classe supérieure. (...) Je suis profondément attaché à la France et j’attends avec impatience le jour où je vais entrer dans mon vieux jardin sur les bords de Loire, et d'un pas vif rejoindre ma mère. »

Le jeune Jean-Jacques est attiré très tôt par les marais de la Musse, à proximité de la propriété, et qui seront renommés marais Audubon en 1995 en son honneur. Ces derniers  constituent l'habitat de diverses espèces d'oiseaux (canards, hérons cendrés, poules d’eau, vanneaux, sarcelles, busards, faucons,), qui servent de modèle à ses premiers dessins. 

« C'est à peu près à cette époque que je me lançais dans une série de dessins des oiseaux de France, que je poursuivis jusqu'à en réunir plus de deux cents. »

Son père fréquente chirurgiens de bord, négociants, marins et notamment la famille d'Orbigny, tous passionnés de botanique et d'histoire naturelle, qui encouragent sa vocation. 

« Je grandis et ma passion pour l'histoire naturelle grandit avec moi. Tout ce que je voyais, j'aurais voulu me l'approprier. Plus ambitieux que les conquérants, je désirais le monde, et mes vœux n'avaient pas de bornes. »

En 1803, Jean-Jacques Audubon, alors âgé de 18 ans, s'embarque pour l'Amérique, échappant ainsi à la conscription en vigueur en cette période de guerres napoléoniennes. Dans le Nouveau Monde, il se consacre à l'ornithologie et la peinture des oiseaux. Son œuvre majeure, Les Oiseaux d'Amérique, rencontre un immense succès. Aujourd'hui, la National Audubon Society est une des organisations environnementales les plus puissantes d'Amérique du Nord et la réputation d'Audubon est largement répandue aux Etats-Unis.
Le domaine de la Gerbetière est acquis par la ville de Couëron en 2002. La maison est restaurée et aménagée en 2009 en un lieu de manifestations culturelles : expositions, concerts, spectacles.

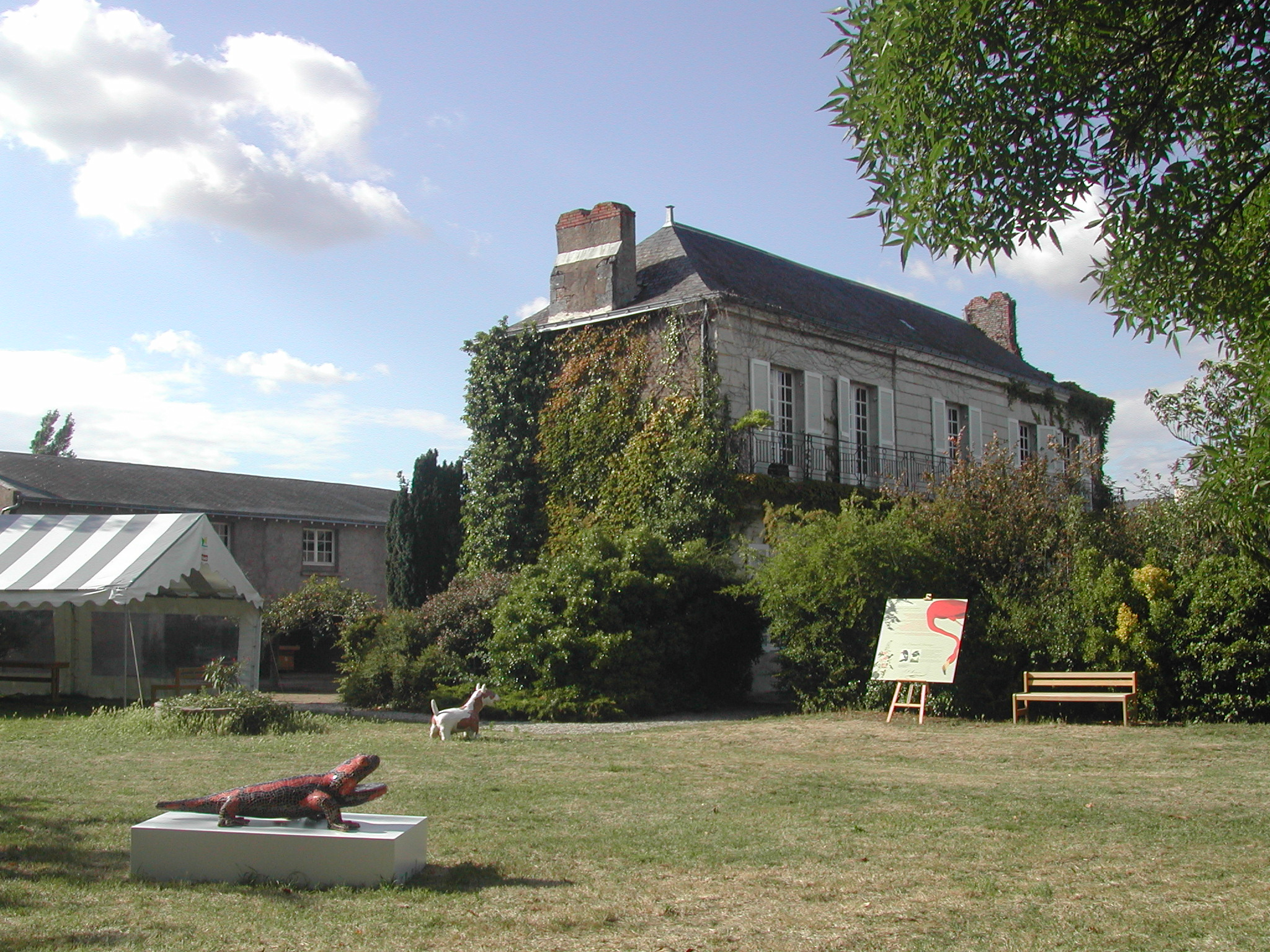
La Gerbetière
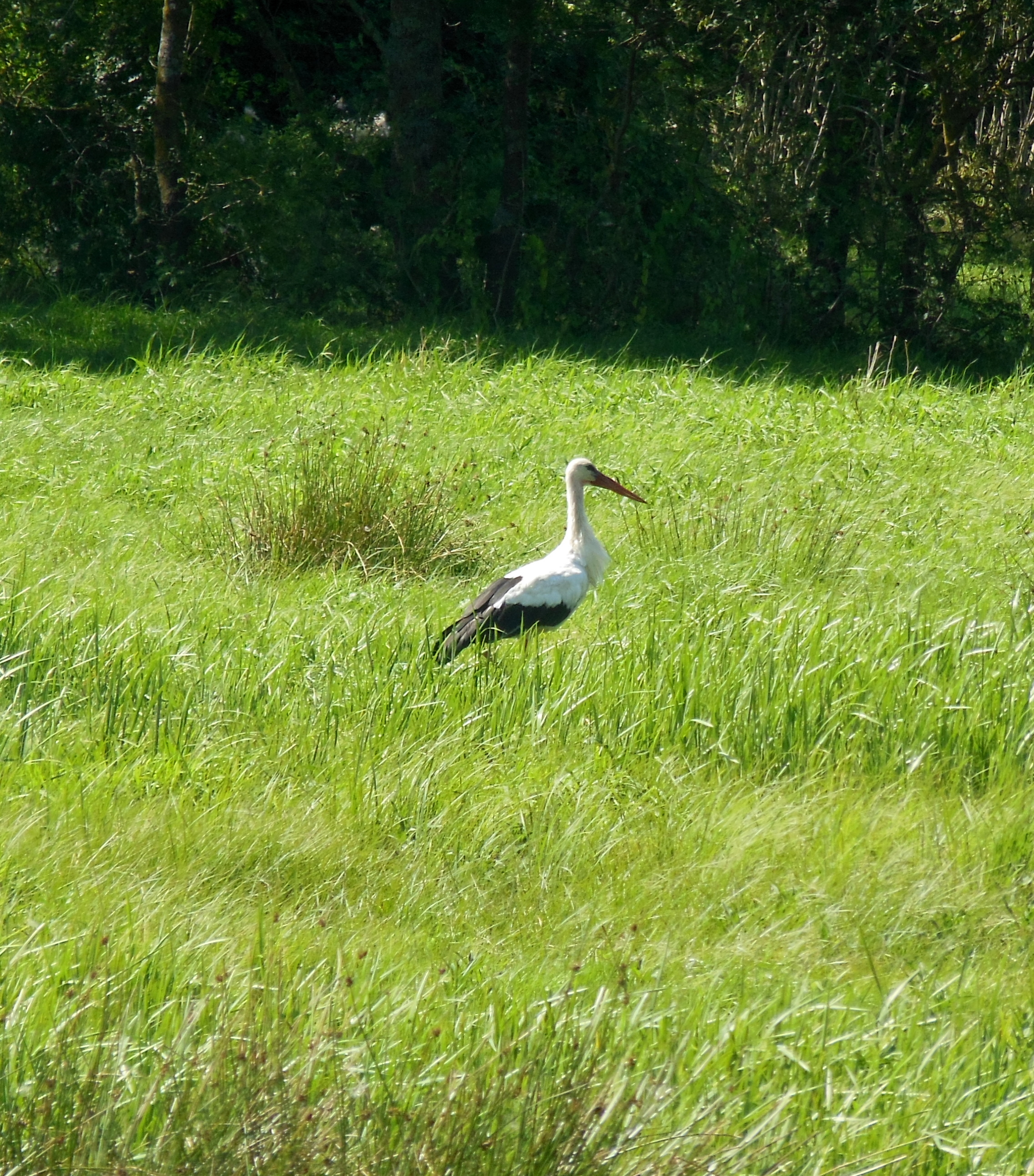
Cigogne dans le marais Audubon